# Nectriella versoniana
Nectriella versoniana är en svampart som beskrevs av Sacc. & Penz. 1881. Nectriella versoniana ingår i släktet Nectriella och familjen Bionectriaceae.   Inga underarter finns listade i Catalogue of Life.